# Евьеский Успенский монастырь
Евьеский Успенский монастырь (лит. Vievio stačiatikių vienuolynas) — православный мужской монастырь, действовавший в XIV—XIX веках в городе Евье (сейчас Вевис в Литве).
Согласно преданию, основательницей монастыря была жена князя Гедимина русская княжна Евна. В XV—XVI веках монастырь процветал, находясь под опекой литовско-русской православной шляхты. При монастыре до 1569 года действовала школа, преподавание в которой велось на русском языке. Положение монастыря ухудшилось после перехода его покровителей в католицизм. Во второй половине XVI века деревянная монастырская церковь была в полуразрушенном состоянии, а в монастыре проживало всего несколько монахов. В 1610 году, после закрытия типографии Виленского братства, князь Б. М. Огинский перенёс её в Евьеский монастырь. Сам монастырь стал филиалом монастыря Святого Духа в Вильне и никогда не принимал унии, сохраняя верность православной церкви. Евьеский монастырь был упразднён указом императора Александра I. Монастырская церковь была обращена в приходскую и в 1812 году сожжена французскими войсками.